# Abbaz
Abbaz Chiyad (født 23. april 1992) og stammer oprindeligt fra Irak, men kom til Danmark i 1998.

## Singler
- "Guldkæder & Modeller" (feat. TopGunn) (2014)
- "Bukser" (2014)
- "Samme Som I Går" (feat. Murro) (2014) (Ordet På Gaden)
- "Hvor Meget Din X Ikk Er Mig" (2016)
- "Harakat" (feat. Gio) (2017)

## Som featuring artist
- "Megaflex" (Sukker Lyn feat. Abbaz & Maido) (2013)
- "Cheff Bedst" (Sukker Lyn, Kidd & Abbaz) (2013)
- "Glem Dig" (EgoTripBeats feat. Abbaz & Gio) (2013)
- "Har Det For Vildt" (EE feat. Tau Mau & Abbaz) (2013)
- "Player" (TopGunn feat. Abbaz) (2013)
- "Bawl" (Mic feat. Abbaz) (2014)
- "Min Tid Nu" (Gio & Abbaz) (2014)
- "Leder Efter Mig" (Aji feat. Abbaz) (2015)
- "Okay" (Mull feat. Abbaz) (2015)
- "Ingenting" (Ezi Cut feat. Abbaz) (2015)

## Albums
- "Drømmen Lever" (2014)

 Der er for få eller ingen kildehenvisninger i denne artikel, hvilket er et problem. Du kan hjælpe ved at angive troværdige kilder til de påstande, som fremføres i artiklen.